# Sattelstuhl

Geteilter Sattelstuhl

Der Sattelstuhl ist ein Stuhl, der einem leichten Reitsattel ähnelt. Die Sitzhöhe ist 20–30 cm höher als bei einem herkömmlichen Stuhl, daher wird der Sattelstuhl meistens in Zusammenhang mit einem höhenverstellbaren Tisch benutzt. Ein Sattelstuhl ist normalerweise mit einer Gasdruckfeder und Rollen ausgestattet.
Der Sattelstuhl wird von Zahnärzten, Physiotherapeuten, Optikern, Friseuren und Büroarbeitern und anderen Berufsgruppen benutzt, die beim Arbeiten viel sitzen und sich gleichzeitig bewegen müssen.

## Entwicklung
Seit den 1980er Jahren wurden verschiedene Sattelstühle entwickelt. Vorreiter sind u. a. der Finne Veli-Jussi Jalkanen mit dem Salli-Sattelstuhl und die Australierin Mary Gale mit dem Bambach-Sattelsitz. Seither versuchen sich immer mehr Designer und Firmen an verschiedenen Sattelsitzvariationen.

## Wissenschaftliche Bewertung
In einem herkömmlichen Stuhl befinden sich Rücken und Oberschenkel sowie Ober- und Unterschenkel normalerweise in einem 90-Grad-Winkel, wohingegen der Sattelstuhl einen Winkel von etwa 135 Grad ermöglicht. Der deutsche Orthopäde Hanns Schoberth bewies mit Röntgenaufnahmen bereits im Jahr 1962, dass sich das Hüftgelenk nur ca. 60 Grad beugen kann. Demnach wird ein Winkel von 90 Grad im Hüftgelenk nur erreicht, indem das Becken nach hinten gelehnt wird. Die Rückenlehne bei einem normalen Stuhl forciert den Rücken jedoch in eine aufrechte Position und somit werden die Lordose und Kyphose der Wirbelsäule begradigt.
In einer Studie in 2006 wurde anhand von Magnetresonanztomographie-Aufnahmen gezeigt, dass der heute empfohlene Hüftwinkel von 90 Grad zu unnatürlichen Belastungen in den Bandscheiben führt und somit nicht empfehlenswert ist.
Zu Auswirkungen beim Sitzen und Arbeiten liegen nur kleine kontrollierte Studien mit geringen Fallzahlen vor, die gemischte Ergebnisse zeigten. Eine Studie bei etwa 100 Schulkindern konnte keine wesentlichen Unterschieden zwischen Sattel- und normalen Stühlen ausmachen.